# بركان (الأحساء)
بركان هي قرية تتبعُ الأحساء في المِنطقة الشرقيَّة في المَملكة العربيَّة السعوديَّة.

## الموقع
قرية تبعد عن مدينة الهفوف بنحو 342كم، وتقع في الجنوب الغربي للمدينة، وتبعد عن العاصمة الرياض مسافة 550 كيلومترًا.

## السكان
يبلغ عدد سكان القرية حوالي 430 نسمة موزعين في 27 منزل.

## المرافق
- متنزة الملك عبد الله البيني.[3]